# Perepilkîne, Djankoi
Perepilkîne (în ucraineană Перепілкине) este un sat în comuna Zaricine din raionul Djankoi, Republica Autonomă Crimeea, Ucraina.

## Demografie
Componența lingvistică a localității Perepilkîne
     Tătară crimeeană (46,73%)
     Rusă (45,66%)
     Ucraineană (5,33%)
     Alte limbi (0,3%)
Conform recensământului din 2001, nu exista o limbă vorbită de majoritatea populației, aceasta fiind compusă din vorbitori de tătară crimeeană (46,73%), rusă (45,66%) și ucraineană (5,33%).